# Payosaco (Arteijo)
Payosaco (en gallego y oficialmente, Paiosaco) es una aldea española situada en el ayuntamiento de Laracha, en la provincia de La Coruña, Galicia.

## Demografía
| Gráfica de evolución demográfica de Payosaco entre 2000 y 2018 |
|                                                                |
| Datos según el nomenclátor publicado por el INE.               |